# Актор (царь Элиды)
Актор (др.-греч. Ἄκτωρ). Персонаж древнегреческой мифологии. Сын Форбанта (сына Лапифа) и Гирмины, царь Элиды (либо сын Посейдона), по Гесиоду — сын Мирмидона и Писидики, муж Молионы и приемный отец Молионидов Еврита и Ктеата. Упомянут в «Илиаде» (II 621).
Брат Авгия. Либо союзник Авгия. Основал Гирмину по имени матери.
Правил вместе с Авгием, сыном Элея.